# 马村 (上马恩省)
马村（法語：Maâtz）是法国上马恩省的一个市镇，属于朗格勒区。

## 地理
马村（47°42'7"N, 5°26'59"E）面积10.84 平方千米，位于法国大東部大區上马恩省，该省份为法国东北部内陆省份，北起马恩省和默兹省，西接奥布省，西南接科多尔省，东南接上索恩省，东临孚日省。
与马村接壤的市镇（或旧市镇、城区）包括：沙西尼、库布朗、多马里安、格朗尚、里维耶尔勒布瓦、圣布鲁万勒布瓦。

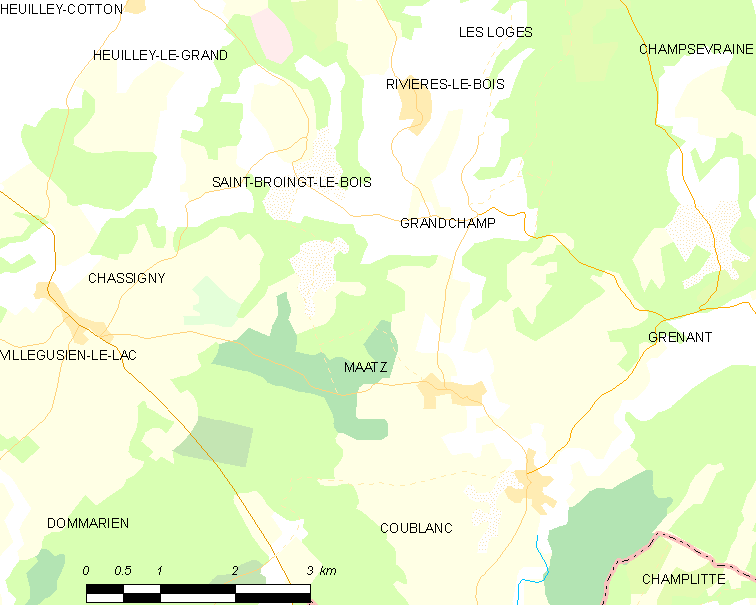
的OSM定位图

马村的时区为UTC+01:00、UTC+02:00（夏令时）。

## 行政
马村的邮政编码为52500，INSEE市镇编码为52298。

## 政治
马村所属的省级选区为维勒居西安勒拉克县。

## 人口

1962-2008年间人口变化图示

马村于2022年1月1日时的人口数量为71人。